# Charles Palissot de Montenoy
Charles Palissot de Montenoy (ur. 3 stycznia 1730 w Nancy, zm. 15 czerwca 1814 w Paryżu) – lotaryńsko-francuski dramaturg o konserwatywnych poglądach, przeciwnik parti philosophique, a zwłaszcza Diderota.
W 1753 roku został przyjęty do Akademii Sztuk Pięknych w Nancy. Opublikował dramat:
Petites lettres sur de grands philosophes (1757) stanowiący zgryźliwą satyrę na „filozofów” i komedię Les philosophes (1760) na ten sam temat, która wywołała skandal. Był też m.in. autorem poematu wzorowanego na dziele Pope’a; La Dunciade ou la Guerre des sots (1764).